# Antonio Moreno

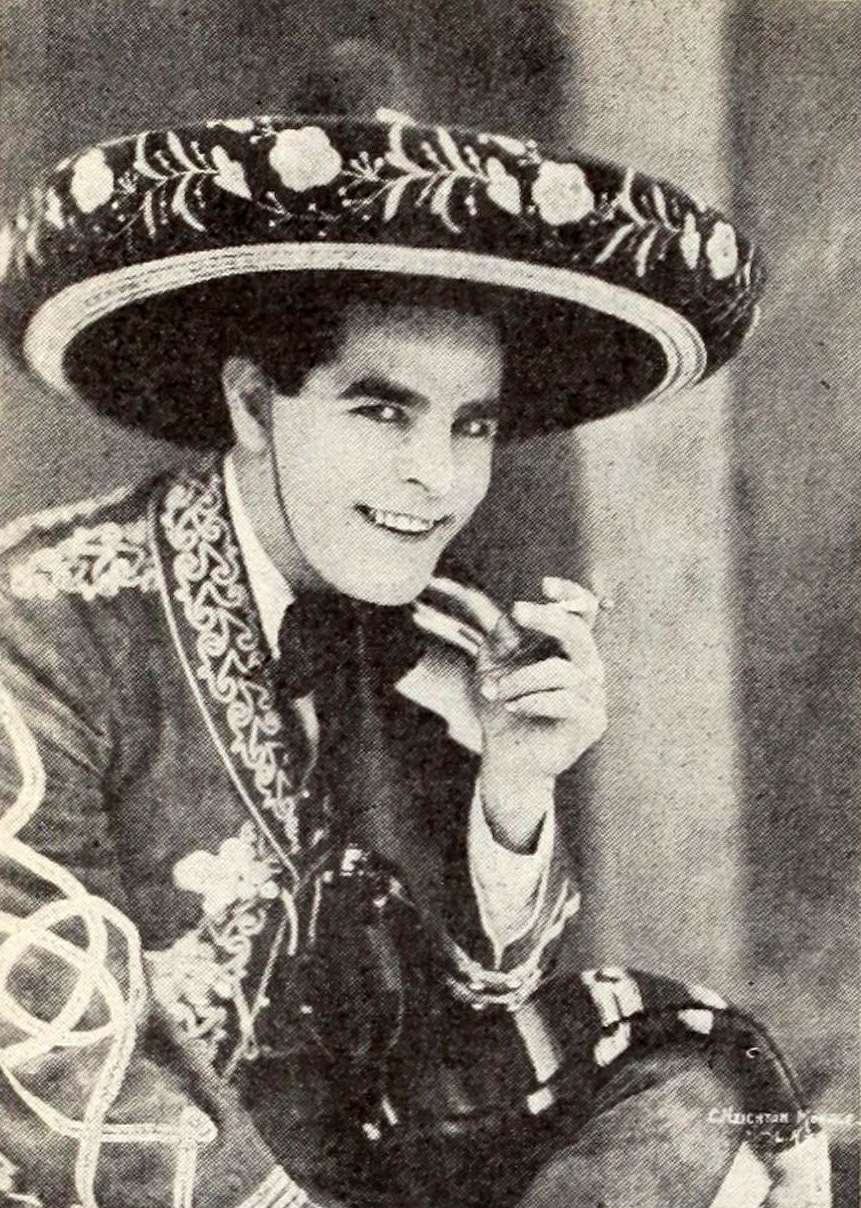
Antonio Moreno (1921)

Antonio Moreno, pseudonimo di Antonio Garrido Monteagudo (Madrid, 26 settembre 1887 – Beverly Hills, 15 febbraio 1967), è stato un attore e regista spagnolo naturalizzato statunitense, attivo a partire dall'epoca del muto fino alla metà degli anni cinquanta.

## Biografia

### Esordi e il cinema muto
Nato a Madrid, in Spagna, il 26 settembre 1887, emigrò negli Stati Uniti quando aveva quattordici anni stabilendosi nel Massachusetts, dove completò gli studi. Dopo aver frequentato il Williston Seminary di Northampton, diventò attore teatrale con compagnie locali. Nel 1912 si trasferì a Hollywood, dove venne messo sotto contratto dalla Vitagraph e iniziò la propria carriera nel cinema con apparizioni da comparsa e in piccole parti.
Nel 1914 prese parte a diversi film a puntate di grande successo al fianco della popolarissima attrice Pearl White. Queste partecipazioni contribuirono ad aumentare la sua popolarità presso il pubblico. Entro il 1915 diventò uno dei più stimati interpreti degli spettacoli delle matinée, dove compariva insieme ad attori affermati come Tyrone Power Sr, Gloria Swanson, Blanche Sweet, Pola Negri e Dorothy Gish. Nei primi film veniva spesso scritturato per interpretare la parte del latin lover, al pari di altri attori di origine latine come Ramón Novarro e Rodolfo Valentino.
All'inizio degli anni venti Moreno firmò per la Famous Players-Lasky Corporation dell'importante produttore Jesse Lasky, diventando uno degli interpreti più pagati della compagnia. Nel 1926 interpretò La tentatrice al fianco della leggendaria attrice svedese Greta Garbo, mentre l'anno successivo prese parte al film Cosetta, pellicola di enorme successo che servì come trampolino di lancio per l'attrice Clara Bow.
Nel 1923 sposò l'ereditiera statunitense Daisy Canfield Danziger e la coppia si trasferì in una proprietà allora nota come Crestmont, e che attualmente ha preso il nome di Canfield-Moreno Estate. L'unione durò per dieci anni e terminò poco tempo prima che la Canfield Danziger rimanesse uccisa in un incidente automobilistico.

### L'avvento del sonoro
Con l'avvento del cinema sonoro, tra la fine degli anni venti e l'inizio dei trenta, la carriera di Moreno iniziò a incontrare difficoltà, in parte a causa del suo pesante accento spagnolo. Oltre a interpretare film in inglese, iniziò quindi ad accettare parti anche in film messicani, nei quali tale caratteristica non rappresentava un problema. Agli inizi degli anni trenta si cimentò anche come regista di vari film messicani, alcuni dei quali ottennero una buona accoglienza, come il dramma Santa del 1932, lodato dalla critica come uno dei migliori film messicani dell'epoca.
Moreno iniziò quindi a ricostruirsi una reputazione anche a Hollywood ottenendo diverse parti di caratterista. Tra la metà degli anni quaranta e per tutti gli anni cinquanta ebbe numerose parti che gli procurarono un buon successo; tra le sue interpretazioni in quel periodo si ricordano il classico dell'orrore Il mostro della laguna nera (1954) e il ruolo di Emilio Figueroa nel celebre western Sentieri selvaggi (1956) di John Ford, al fianco di John Wayne e Natalie Wood.

### Fine della carriera e riconoscimenti
Moreno si ritirò dal mondo del cinema verso la fine degli anni cinquanta. Morì per un attacco di cuore nel 1967 a Beverly Hills e fu sepolto al Forest Lawn Memorial Park di Glendale.
Per il suo grande contributo allo sviluppo dell'industria cinematografica gli è stata dedicata una stella sulla Hollywood Walk of Fame al 6651 dell'Hollywood Boulevard.

## Filmografia parziale

### Attore
- Iola's Promise, regia di David W. Griffith – cortometraggio (1912)
- The Voice of the Millions, regia di Stanner E.V. Taylor (1912)
- His Own Fault, regia di Mack Sennett (1912)
- Il nemico sconosciuto (An Unseen Enemy), regia di D.W. Griffith (1912)
- Two Daughters of Eve, regia di David W. Griffith (1912)
- So Near, Yet So Far, regia di David W. Griffith (1912)
- I moschettieri di Pig Alley (The Musketeers of Pig Alley), regia di David W. Griffith (1912)
- Oil and Water, regia di D.W. Griffith (1913)
- A Misunderstood Boy, regia di David W. Griffith (1913)
- No Place for Father, regia di Lionel Barrymore (1913)
- A Cure for Suffragettes, regia di Edward Dillon (1913)
- By Man's Law, regia di Christy Cabanne (1913)
- The House of Discord, regia di James Kirkwood (1913)
- The Wedding Gown, regia di Frank Powell (1913)
- His Father's House (1914)
- Giuditta di Betulla (Judith of Bethulia), regia di D.W. Griffith (1914)
- Strongheart, regia di James Kirkwood - cortometraggio (1914)
- Too Many Husbands, regia di Sidney Drew (1914)
- The Accomplished Mrs. Thompson, regia di Wilfrid North (1914)
- The Ladies' War, regia di Wilfrid North (1914)
- The Persistent Mr. Prince, regia di Wilfrid North (1914)
- Fogg's Millions, regia di Van Dyke Brooke (1914)
- The Song of the Ghetto, regia di William Humphrey (1914)
- John Rance, Gentleman, regia di Van Dyke Brooke (1914)
- Memories in Men's Souls, regia di Van Dyke Brooke (1914)
- Men and Women, regia di James Kirkwood (1914)
- The Hidden Letters, regia di Van Dyke Brooke (1914)
- Politics and the Press, regia di Van Dyke Brooke (1914)
- The Loan Shark King, regia di Van Dyke Brooke (1914)
- The Peacemaker, regia di Van Dyke Brooke (1914)
- Under False Colors, regia di Van Dyke Brooke (1914)
- Goodbye Summer, regia di Van Dyke Brooke (1914)
- The Old Flute Player, regia di Lionel Belmore (1914)
- Sunshine and Shadows, regia di Van Dyke Brooke (1914)
- In the Latin Quarter, regia di Lionel Belmore (1915)
- The Island of Regeneration, regia di Harry Davenport (1915)
- The Quality of Mercy, regia di Lionel Belmore (1915)
- The Park Honeymooners, regia di Tefft Johnson (1915)
- Love's Way, regia di S. Rankin Drew (1915)
- The Dust of Egypt, regia di George D. Baker (1915)
- Youth, regia di Harry Handworth (1915)
- Anselo Lee, regia di Harry Handworth (1915)
- The Gypsy Trail, regia di Harry Handworth (1915)
- A 'Model' Wife, regia di Wilfrid North (1915)
- A Price for Folly, regia di George D. Baker (1915)
- On Her Wedding Night, regia di George D. Baker, William Humphrey (1915)
- Kennedy Square, regia di S. Rankin Drew (1916)
- The Supreme Temptation, regia di Harry Davenport (1916)
- Susie, the Sleuth, regia di George D. Baker (1916)
- She Won the Prize, regia di George D. Baker (1916)
- The Shop Girl, regia di George D. Baker (1916)
- The Tarantula, regia di George D. Baker (1916)
- The Devil's Prize, regia di Marguerite Bertsch (1916)
- A Capable Lady Cook, regia di Wallace Beery (1916)
- Rose of the South, regia di Paul Scardon (1916)
- Her Right to Live, regia di Paul Scardon (1917)
- Money Magic, regia di William Wolbert (1917)
- Aladdin from Broadway, regia di William Wolbert (1917)
- Captain of the Gray Horse Troop, regia di William Wolbert (1917)
- The Magnificent Meddler, regia di William Wolbert (1917)
- A Son of the Hills, regia di Harry Davenport (1917)
- By Right of Possession, regia di William Wolbert (1917)
- The Angel Factory, regia di Lawrence B. McGill (1917)
- The Mark of Cain, regia di George Fitzmaurice (1917)
- Sylvia of the Secret Service, regia di George Fitzmaurice (1917)
- The Naulahka, regia di George Fitzmaurice (1918)
- La casa dell'odio (The House of Hate), regia di George B. Seitz (1918)
- The First Law, regia di Lawrence B. McGill (1918)
- The Iron Test, regia di Robert N. Bradbury (1918)
- Perils of Thunder Mountain, regia di Robert N. Bradbury (1919)
- The Invisible Hand, regia di William Bowman - serial (1920)
- The Veiled Mystery, regia di William Bowman (1920)
- Three Sevens, regia di Chester Bennett (1921)
- The Secret of the Hills, regia di Chester Bennett (1921)
- A Guilty Conscience, regia di David Smith (1921)
- La mia sposa americana (My American Wife), regia di Sam Wood (1922)
- Look Your Best, regia di Rupert Hughes (1923)
- Il supplizio del tam-tam (Lost and Found on a South Sea Island), regia di R.A. Walsh (Raoul Walsh) (1923)
- The Trail of the Lonesome Pine, regia di Charles Maigne (1923)
- The Exciters, regia di Maurice Campbell (1923)
- La gitana (The Spanish Dancer), regia di Herbert Brenon (1923)
- Flaming Barriers, regia di George Melford (1924)
- Bluff, regia di Sam Wood (1924)
- Honoria Suarez en Hollywood (1924)
- Tiger Love, regia di George Melford (1924)
- The Border Legion, regia di William K. Howard (1924)
- The Story Without a Name, regia di Irvin Willat (1924)
- Learning to Love, regia di Sidney Franklin (1925)
- Her Husband's Secret, regia di Frank Lloyd (1925)
- One Year to Live, regia di Irving Cummings (1925)
- Mare Nostrum, regia di Rex Ingram (1926)
- Il principe azzurro (Beverly of Graustark), regia di Sidney Franklin (1926)
- La tentatrice (The Temptress), regia di Fred Niblo (1926)
- Un marito da vendere (Love's Blindness), regia di John Francis Dillon (1926)
- The Flaming Forest, regia di Reginald Barker (1926)
- Cosetta (It), co-regia di Clarence G. Badger e, non accreditato, Josef von Sternberg (1927)
- Venus of Venice, regia di Marshall Neilan (1927)
- Madame Pompadour, regia di Herbert Wilcox (1927)
- Come to My House, regia di Alfred E. Green (1927)
- The Whip Woman, regia di Joseph C. Boyle (1928)
- Nameless Men, regia di Christy Cabanne (1928)
- Il tassì di mezzanotte (The Midnight Taxi), regia di John G. Adolfi (1928)
- Adoration, regia di Frank Lloyd (1928)
- The Air Legion, regia di Bert Glennon (1929)
- L'albergo delle sorprese (Synthetic Sin), regia di William A. Seiter (1929)
- Careers, regia di John Francis Dillon (1929)
- Manuelita (Romance of the Rio Grande), regia di Alfred Santell (1929)
- El cuerpo del delito, regia di Cyril Gardner, A. Washington Pezet (1930)
- La traccia bianca (Rough Romance), regia di A.F. Erickson (1930)
- El hombre malo, regia di Roberto E. Guzmán, William C. McGann (1930)
- Il prezzo di un bacio (One Mad Kiss), regia di Marcel Silver (1930)
- El precio de un beso, regia di Marcel Silver, James Tinling (1930)
- La voluntad del muerto, regia di Enrique Tovar Ávalos, George Melford (1930)
- Los que danzan, regia di Alfredo del Diestro, William C. McGann (1930)
- The Wide Open Spaces, regia di Arthur Rosson (1931)
- Primavera en otoño, regia di Eugene Forde (1933)
- La ciudad de cartón, regia di Louis King (1934)
- Señora casada necesita marido, regia di James Tinling (1935)
- Asegure a su mujer, regia di Lewis Seiler (1935)
- Tempesta sulle Ande (Storm Over the Andes), regia di Christy Cabanne (1935)
- Rosa de Francia, regia di José López Rubio e Gordon Wiles (1935)
- Alas sobre El Chaco, regia di Christy Cabanne (1935)
- La ragazza di Boemia (The Bohemian Girl), regia di James W. Horne (1936)
- La rosa di Rio Grande (Rose of the Rio Grande), regia di William Nigh (1938)
- Ambush, regia di Kurt Neumann (1939)
- María de la O, regia di Francisco Elías (1939)
- La taverna dei sette peccati (Seven Sinners), regia di Tay Garnett (1940)
- They Met in Argentina, regia di Leslie Goodwins, Jack Hively (1941)
- The Kid from Kansas, regia di William Nigh (1941)
- Two Latins from Manhattan, regia di Charles Barton (1941)
- Fiesta, regia di LeRoy Prinz (1941)
- La valle degli uomini rossi (Valley of the Sun), regia di George Marshall (1942)
- Undercover Man, regia di Lesley Selander (1942)
- Il traditore dei mari (Tampico), regia di Lothar Mendes (1944)
- Nel mar dei Caraibi (The Spanish Main), regia di Frank Borzage (1945)
- Sol y sombra, regia di Rafael E. Portas (1946)
- Notorious - L'amante perduta (Notorious), regia di Alfred Hitchcock (1946)
- Il capitano di Castiglia (Captain from Castile), regia di Henry King (1947)
- La sete dell'oro (Lust for Gold), regia di S. Sylvan Simon e, non accreditato, George Marshall (1949)
- La rivolta (Crisis), regia di Richard Brooks (1950)
- Vagabondo a cavallo (Saddle Tramp), regia di Hugo Fregonese (1950)
- Il colonnello Hollister (Dallas), regia di Stuart Heisler (1950)
- Il marchio del rinnegato (Mark of the Renegade), regia di Hugo Fregonese (1951)
- La frontiera indomita (Untamed Frontier), regia di Hugo Fregonese (1952)
- La baia del tuono (Thunder Bay), regia di Anthony Mann (1953)
- Le ali del falco (Wings of the Hawk), regia di Budd Boetticher (1953)
- Il mostro della laguna nera (Creature from the Black Lagoon), regia di Jack Arnold (1954)
- Entre barracas, regia di Luis Ligero  (1954)
- Le giubbe rosse del Saskatchewan (Saskatchewan), regia di Raoul Walsh (1954)
- Sentieri selvaggi (The Searchers), regia di John Ford (1956)
- Catch Me If You Can, regia di Don Weis (1959)

### Regista
- The Veiled Mystery (1920)
- Santa (1932)
- Águilas frente al sol (1932)
- Revolución (1933)